# Arvato
Arvato è una società di servizi globale con sede a Gütersloh, Germania. I suoi servizi includono servizio clienti, IT, logistica e servizi finanziari. La storia di Arvato risale ai servizi di stampa della divisione di Bertelsmann; il nome attuale fu introdotto nel 1999. Oggi è una delle otto divisioni Bertelsmann. Nel 2016 registrava circa 68.463 dipendenti e un fatturato globale di €3,84 miliardi.

## Storia

### I primi anni
Bertelsmann fu fondata come casa editrice da Carl Bertelsmann nel 1835. Nei decenni successivi, l'azienda crebbe stabilmente. Dopo la seconda guerra mondiale, iniziò a svilupparsi da azienda di medie dimensioni a grande compagnia. A metà degli anni '50, per andare incontro alle richieste del book club Lesering e dello studio di registrazione Schallplattenring, Bertelsmann ingrandì i suoi magazzini e la sua capacità di spedizione. Nel 1959 fu creato il Kommissionshaus Buch und Ton per rendere disponibili le infrastrutture anche alle altre case editrici e di stampa. Bertelsmann beneficiò di questo grazie alle economie di scala. Nei primi anni, Reinhard Mohn era l'unico proprietario del Kommissionshaus Buch und Ton. Nel 1968 l'azienda divenne parte della neo-fondata Vereinigte Verlagsauslieferung (VVA). Il suo scopo era la consegna di materiale stampato e registrazioni "in nome e per conto dei propri clienti."

### Formazione delle Business Unit
Bertelsmann iniziò l'attività di stampa rivolta a clienti esterni al gruppo in modo analogo a quanto fatto internamente, creando quindi una nuova azienda chiamata Mohndruck, nel 1948. Fra gli anni '70 e '80, Bertelsmann fondò e acquistò altre azienda di stampa e logistica in Francia, Regno Unito, Spagna e in altri paesi europei. Queste divennero parte della divisione servizi stampa di Bertelsmann. A partire dal 1976, la divisione fu guidata da Mark Wössner, che in seguito diventò Amministratore Delegato di Bertelsmann. L'espansione dell'azienda continuò sotto la sua guida. Per esempio, Bertelsmann entrò nel mercato di distribuzione software e hardware nel 1983. Fino alla metà degli anni '80, i servizi di stampa generavano più del 20% delle vendite di tutto il gruppo Bertelsmann. Alla fine degli anni '80, l'azienda ampliò la sua rete negli Stati Uniti.

### Riorganizzazione e nuovo nome
Nel 1996, la divisione printing e servizi alle imprese di Bertelsmann alle aziende venne distaccata come una società per azioni legalmente indipendente chiamata Bertelsmann Industrie. All'epoca, Bertelsmann Industrie aveva approssimativamente 12.600 dipendenti e generava ricavi per 3,28 miliardi di Deutschmark all’anno. Nel 1999, la compagnia venne rinominata Bertelsmann Arvato. Sotto l'amministrazione di Gunter Thielen, diventato Amministratore Delegato di Bertelsmann nel 2002, la compagnia di produzione di LP e CD Sonopress e la società editrice di enciclopedie vennero anch’esse integrate in Arvato. Con la scelta di Hartmut Ostrowski come Amministratore Delegato di Arvato nel 2002, la compagnia rimosse il prefisso Bertelsmann dal nome della stessa, ma continuò ad utilizzarlo per il suo logo. Arvato ristrutturò poi il suo business in divisioni differenti per il settore stampa, i servizi di distribuzione e logistica, e il settore IT.

### Cambiamento nel modello di business
A causa della bassa domanda di quotidiani, riviste e cataloghi, Arvato, Axel Springer e Gruner + Jahr formarono una joint-venture per le loro attività di stampa; venne chiamata Prinovis. Nel 2005, tutte le attività di stampa di rotocalco delle tre aziende vennero incorporate nella nuova compagnia. Nello stesso periodo, Arvato entrò nel mercato dei servizi pubblici. Uno dei primi clienti fu la contea di East Riding of Yorkshire, dove Arvato si occupava di tasse locali e pagamenti di sussidi pubblici. Negli anni seguenti, i servizi di distribuzione e logistica crebbero di importanza: Arvato Direct Services e Logistics Services vennero uniti in Arvato Services. Arvato conquistò nuovi clienti in questa divisione, fra cui case editrici e aziende informatiche, soprattutto in Germania. Fra il 2007 e il 2008, Hartmut Ostrowski seguì a Gunter Thielen come Amministratore Delegato di Bertelsmann, e di conseguenza Rolf Buch si spostò alla guida di Arvato. Con lui, Arvato introdusse il programma fedeltà DeutschlandCard. Mentre Ostrowski si concentrava sull'espansione internazionale, Buch rafforzò la presenza di Arvato sul mercato tedesco.

### Reintegrazione del personale
A partire dal 2010, Arvato ristrutturò nuovamente le sue attività: innanzitutto la compagnia acquisì le azioni rimanenti di Prinovis dalla Gruner + Jahr. Successivamente, Bertelsmann raggruppò la maggior parte dei suoi impianti di stampa in una nuova divisione chiamata Be Printers. Verso la fine del 2012, Rolf Buch venne rimpiazzato da Achim Berg. Nel 2014, durante la sua amministrazione, Arvato acquistò Netrada, compagnia e-commerce insolvente, che portò a una espansione massiva di Arvato all'interno del mercato della logistica della moda. Dopo due anni, Berg lasciò Arvato. Bertelsmann nominò Fernando Carro come amministratore delegato di Arvato, che diventò anche membro del Consiglio esecutivo di Bertelsmann. Come parte della ristrutturazione, Arvato sciolse il suo Consiglio di amministrazione e lo rimpiazzò con un team di direzione esecutiva. La direzione centrale di Bertelsmann prese il controllo anche di alcune funzioni di staff di Arvato. Nel 2016, Arvato venne inglobata all’interno della compagnia madre Bertelsmann SE & Co. KGaA e cancellata dal registro commerciale.

## Organizzazione
Arvato è una delle otto divisioni di Bertelsmann. Insieme al Bertelsmann Printing Group, fondato nel 2016, fa parte delle divisioni di servizi del gruppo. I paesi fuori dalla Germania hanno generato più di metà del fatturato totale e tra questi Francia e Stati Uniti rappresentano i principali mercati. Nel 2015, 230 aziende individuali e cinque joint-venture e compagnie associate appartenevano ad Arvato, molte di queste per attività locali.
Nel 2015, Arvato contava 72.457 dipendenti. Dal 2014 è stata organizzata in gruppi (Solution Group), introdotti all'epoca di Achim Berg. Questi gruppi operano in larga parte autonomamente per quanto riguarda la gestione delle richieste dei clienti. Ogni Solution Group è guidato da un amministratore delegato. Vi sono tre gruppi: CRM (customer relationship management), SCM (supply chain management), soluzioni IT e servizi finanziari. Il consiglio direttivo di Arvato è composto da Thomas Rabe, Bernd Hirsch, Immanuel Hermreck, Thomas Mackenbrock, Rolf Hellermann, Andreas Krohn, Frank Schirrmeister, Frank Kebsch e Matthias Moeller.

## Servizi
- CRM e servizio clienti
- SCM e logistica
- Soluzioni finanziarie che includono procedure di pagamento, contrattuali e servizi di riscossione debiti.
- Soluzioni IT